# 木漏れ日のソルディーノ/Hollow 〜暁のそらに〜
「木漏れ日のソルディーノ/Hollow 〜暁のそらに〜」（こもれびのソルディーノ／ハロー あかつきのそらに）は、榊原ゆいの23枚目のシングル。2009年11月25日に5pb.Recordsから発売された。

## 収録曲
1. 木漏れ日のソルディーノ [4:36]
作詞：濱田智之、作曲：酒井陽一、編曲：南利一
  - OVA『かのこん〜真夏の大謝肉祭〜』オープニングテーマ
2. Hollow 〜暁のそらに〜 [4:39]
作詞：濱田智之、作曲：ノグチオサム、編曲：南利一
PSP[注 1] / Xbox 360ゲーム『暁のアマネカと蒼い巨神 -パシアテ文明研究会興亡記-』オープニングテーマ
3. 木漏れ日のソルディーノ（off vocal）
4. Hollow 〜暁のそらに〜（off vocal）